# Lijst van voetbalinterlands Congo-Brazzaville - Oeganda
Deze lijst van voetbalinterlands is een overzicht van alle officiële voetbalwedstrijden tussen de nationale teams van Congo-Brazzaville en Oeganda. De landen speelden tot op heden acht keer tegen elkaar. De eerste ontmoeting was een wedstrijd op 19 juli 1965 in Brazzaville, tijdens de allereerste Afrikaanse Spelen. Het laatste duel, een kwalificatiewedstrijd voor de Afrika Cup 2025, werd gespeeld in de Congolese hoofdstad op 19 november 2024.

## Wedstrijden
| № | Plaats       | Datum            | Competitie                   | Wedstrijd                   | Uitslag |
| - | ------------ | ---------------- | ---------------------------- | --------------------------- | ------- |
| 1 | Brazzaville  | 19 juli 1965     | Afrikaanse Spelen 1965       | Congo-Brazzaville − Oeganda | 2 − 1   |
| 2 | Kumasi       | 6 maart 1978     | Afrika Cup 1978              | Oeganda − Congo-Brazzaville | 3 − 1   |
| 3 | Pointe-Noire | 29 februari 2012 | Afrika Cup 2013 kwalificatie | Congo-Brazzaville − Oeganda | 3 − 1   |
| 4 | Kampala      | 16 juni 2012     | Afrika Cup 2013 kwalificatie | Oeganda − Congo-Brazzaville | 4 − 0   |
| 5 | Kampala      | 12 november 2016 | WK 2018 kwalificatie         | Oeganda − Congo-Brazzaville | 1 − 0   |
| 6 | Brazzaville  | 12 november 2017 | WK 2018 kwalificatie         | Congo-Brazzaville − Oeganda | 1 − 1   |
| 7 | Kampala      | 9 september 2024 | Afrika Cup 2025 kwalificatie | Oeganda − Congo-Brazzaville | 2 − 0   |
| 8 | Brazzaville  | 19 november 2024 | Afrika Cup 2025 kwalificatie | Congo-Brazzaville − Oeganda | 0 − 1   |

## Samenvatting
| Competitie              | Totaal gespeeld | Winst Congo-Brazzaville | Gelijk | Winst Oeganda | Doelsaldo Congo-Brazzaville – Oeganda |
| ----------------------- | --------------- | ----------------------- | ------ | ------------- | ------------------------------------- |
| WK-kwalificatie         | 2               | 0                       | 1      | 1             | 1 − 2                                 |
| Afrika Cup              | 1               | 0                       | 0      | 1             | 1 − 3                                 |
| Afrika Cup-kwalificatie | 4               | 1                       | 0      | 3             | 3 − 8                                 |
| Afrikaanse Spelen       | 1               | 1                       | 0      | 0             | 2 − 1                                 |
| Totaal                  | 8               | 2                       | 1      | 5             | 7 − 14                                |

Wedstrijden bepaald door strafschoppen worden, in lijn met de FIFA, als een gelijkspel gerekend.
FCF · 
Vrouwenelftal van Congo-Brazzaville
1960–1969 ·
1970–1979 ·
1980–1989 ·
1990–1999 ·
2000–2009 ·
2010–2019 ·
2020−2029
1960 ·
1961 ·
1962 ·
1963 ·
1964 · 
1965 ·
1966 · 
1967 ·
1968 · 
1969 ·
1970 · 
1971 ·
1972 · 
1973 ·
1974 · 
1975 · 
1976 ·
1977 · 
1978 ·
1979 ·
1979 · 
1980 ·
1980 · 
1981 ·
1982 ·
1983 ·
1984 · 
1985 ·
1986 · 
1987 ·
1988 · 
1989 ·
1990 · 
1991 ·
1992 · 
1993 ·
1994 · 
1995 ·
1996 · 
1997 ·
1998 · 
1999 ·
2000 · 
2001 ·
2002 · 
2003 ·
2004 · 
2005 · 
2006 ·
2007 · 
2008 ·
2009 · 
2010 · 
2011 ·
2012 · 
2013 · 
2014 ·
2015 ·
2016 ·
2017 ·
2018 ·
2019 ·
2020 ·
2021 ·
2022 ·
2023
Algerije ·
Angola ·
Benin ·
Burkina Faso ·
Burundi ·
Canada ·
Centraal-Afrikaanse Republiek ·
Congo-Kinshasa ·
Egypte ·
Equatoriaal-Guinea ·
Ethiopië ·
Gabon ·
Gambia ·
Ghana ·
Guinee ·
Guinee-Bissau ·
Ivoorkust ·
Kaapverdië ·
Kameroen ·
Kenia ·
Liberia ·
Libië ·
Madagaskar ·
Malawi ·
Mali ·
Marokko ·
Mauritanië ·
Mauritius ·
Mozambique ·
Namibië ·
Niger ·
Nigeria ·
Noord-Korea ·
Oeganda ·
Rwanda ·
Sao Tomé en Principe ·
Saoedi-Arabië ·
Senegal ·
Sierra Leone ·
Soedan ·
Swaziland ·
Tanzania ·
Thailand ·
Togo ·
Tsjaad ·
Tunesië ·
Zambia ·
Zimbabwe ·
Zuid-Afrika ·
Zuid-Soedan
FUFA · 
A-internationals · 
Oegandees vrouwenelftal
Algerije ·
Angola ·
Bahrein ·
Benin ·
Botswana ·
Burkina Faso ·
Burundi ·
Centraal-Afrikaanse Republiek ·
Comoren ·
Congo-Brazzaville ·
Congo-Kinshasa ·
Djibouti ·
Ecuador ·
Egypte ·
Eritrea ·
Ethiopië ·
Gabon ·
Gambia ·
Ghana ·
Guinee ·
Guinee-Bissau ·
IJsland ·
Irak ·
Iran ·
Ivoorkust ·
Jemen ·
Kaapverdië ·
Kameroen ·
Kenia ·
Koeweit ·
Lesotho ·
Libanon ·
Liberia ·
Libië ·
Madagaskar ·
Malawi ·
Mali ·
Marokko ·
Mauritanië ·
Mauritius ·
Moldavië ·
Mozambique ·
Namibië ·
Niger ·
Nigeria ·
Oezbekistan ·
Rwanda ·
Saoedi-Arabië ·
Sao Tomé en Principe ·
Senegal ·
Seychellen ·
Slowakije · 
Soedan ·
Somalië ·
Tadzjikistan ·
Tanzania ·
Togo ·
Tsjaad ·
Tunesië ·
Turkmenistan ·
Zambia ·
Zimbabwe ·
Zuid-Afrika ·
Zuid-Soedan